# Esthersrust
Esthersrust, ook wel Esther's Rust, in de volksmond Skassi (naar de eigenaar Schas), is een voormalige katoenplantage aan de Warappakreek (district Commewijne) in Suriname.
De plantage was gelegen aan het nieuw gedolven Warappakanaal, het verlengde van de Warappakreek, en wel in het opvaren aan de linkerhand tussen de plantages Broeders Hoop en (grond van) Echten Rots. De producten van Esthersrust waren koffie en -met name- katoen. De plantage had een grootte van 850 akkers, ongeveer 365 hectare. 

## Eigendomssituaties
In 1819 was de plantage in eigendom van D.F. Schas. De familie Schas was Vlaams van oorsprong en vestigde zich zowel in Amerika, Nederlands-Indië als Suriname. In Suriname bezaten zij verschillende zogenoemde Skassi-plantages te weten Barbados, Blackkreek, Esthersrust, Goudmijn, Ostage, Welbedacht en Schassenburg. Naast Esthersrust bezat D.F. Schas de nabijgelegen koffie- en katoenplantage Barbados. Schas woonde echter in Nederland. Hij overleed in 1848.
In 1853 werd de plantage geveild en kwam deze in het bezit van de gebroeders A.H. Bots en A.G. Bots woonachtig in Helmond. Als plantagedirecteur stelden zij M. Thieler aan. J.P. Haase was de administrateur. Deze laatste voerde het feitelijke beheer over de plantage. De gebroeders Bots bezaten ook de koffie- en katoenplantage Killenstein aan de Commewijne. De Botsen waren katholiek. Bij afwisseling deed pastoor A. Meurkens de eredienst op Killenstein en Esthersrust. Na de emancipatie krijgt Esthersrust een eigen kerkgebouw.
Esthersrust was, samen met Badenstein, een van de fraaiste katoenplantages aan de Warappakreek. In 1860 werkten er 179 slaven, waarvan 88 mannelijk, 91 vrouwelijk. In 1859 maakten de gebroeders Bots bezwaar tegen het in 1853 aangenomen wetsontwerp voor de afschaffing van de slavernij. Zij wendden zich direct tot de Tweede Kamer en de Minister van Koloniën. De broers vonden het onjuist dat er voor de schadeloosstelling van de onteigening verschil zou worden gemaakt tussen slaven van suikerplantages en katoenplantages.

## Emancipatie en daarna
Bij de daadwerkelijke afschaffing van de slavernij in 1863 zijn op Esthersrust 35 nieuwe familienamen geboekstaafd, waaronder enkelen genoemd naar plaatsen in Noord-Brabant en Nederlands-Limburg (Baarlo, Beers, Born, Hasselt, Helmond, Hulsel, Mook, Ruwaard, Venlo, Walwijk) en één naar de plantage-eigenaars zelf; vijftien vrijen kregen de achternaam Bottse toebedeeld. De emancipatie zorgde mogelijk voor een probleem in de bedrijfsvoering. Om de arbeidsmacht aan te vullen arriveerden in september 1864 achttien 'Franse gedeporteerden' op Esthersrust.
Op het einde van de periode van staatstoezicht (1873) was Esthersrust een van de weinige katoenplantages in Suriname in nog bijna volle werking. Ze bezat een goed onderhouden installatie voor het schoonmaken en scheiden van de zaden; een machine met stoomketel, een uitpluis-cilinder, een zaadverzamelaar en een pers. Maar elk jaar waren er minder 'vrije negers' beschikbaar. Bovendien was de katoenprijs internationaal ingezakt en kon het arbeidsloon absoluut niet verhoogd. Daarom moest ook Esthersrust uiteindelijk worden opgegeven.
In 1892 wordt de dan reeds verlaten plantage verkocht. In 1909 zijn Esthersrust en Echtenrots niet meer dan 'kweek- en visgronden'. De gronden worden opnieuw te koop gezet, maar er is weinig animo voor. In 1930 wordt aan J. Lim-Tjim vergunning verleend om voor één jaar de 'vischvangst en vischcultuur' uit te oefenen op een perceel, dan groot 129 hectare.
A la bonne heure · Anna's Zorg · Akkerboom · Alliance · Alkmaar · Andresa · Auka · Andreesgift · Bantaskine · Barbados · Batavia · Beekenhorst · Belladrum · Bellevue · Belwaarde · Beninenburg · Berg en Dal · Bergen op Zoom · Berlijn (Commewijne) · Berlijn (Para) · Bethlehem · Boksweide · Boston · Botany Bay · Boxel · Bronswijk · Brouwerslust · Bruinendaal · Bucklebury · Buitenrust · Burnside · Cadrosspark · Caledonia · Campenburg · Cannewapibo · Catharina Sophia · Clevia  · Cliffort-Kokshoven · Clyde · Concordia · Concordia en een Kwart Lot · Courcabo · De Dageraad · De Goede Vriendschap · De Resolutie · De Vier Hendrikken · Diamond · Dijkveld · Domburg · Dordrecht · Eendragt · Elisabeth's Hoop · Ellen · L'Espérance (Nickerierivier) · L'Espérance (Surinamerivier) · Esthersrust · Fairfield · Fortuin · Flora · Florentia · Frederiksburg · Frederiksdorp · Frederikslust · Geertruidenberg · Geyersvlijt · Glensander · Gloria · Groot Chatillon · Groot Marseille · Guadeloupe · Hague · Hamburg · Hamilton · Hamptoncourt · Hannover · Hazard · Hebron · Hecht en Sterk · Hooyland · Hope · Houttuin · Huntly · Huwelijkszorg · Inverness · Jagtlust · Jodensavanne · Johan & Margaretha · Johanna Catharina · Johanna Maria · Johannesburg · John · Katwijk · Kent · Kerkshoven · Killenstein · Klein Bellevue · Kleinhoop · Krappahoek · Kroonenburg · Kwatta · La Jalousie · La Prosperité · La Rencontre · La Ressource (Saramacca) · La Ressource (Surinamerivier) · La Singularité · Laarwijk · Leasowes · Leliëndaal · Leonsberg · Livorno · Longmay · Lunenburg · Lust en Rust · Lustrijk · Maasstroom · Margarethenburg · Maria Petronella · Mariënbosch · Mariënburg · Margaretha's Gift · Mary's Hope · Meerzorg · Merveille · Moed en Kommer · Mon Bijou · Mon Souci · Mon Trésor · Monnikendam · Mopentibo · Morgenster · Moy · Nieuw Mocha · Nieuwzorg · Nieuwe Aanleg · De Nieuwe Grond · Nijd en Spijt · Novar · Nursery · Nut en Schadelijk · Onoribo · Onverwacht · Oranibo · Ornamibo · Overbrug · Overtoom 
· Oxford · Palestina · Paradise · Persévérance · Petersburg · Picardië · Peperpot · Pieterszorg · Plaisance · Poelwijk · Potosie · Purmerend · Reijnsdorp · Reijnsfort · Rijnberk · Roosenburg · Rorac · Rust en Werk · Rustenburg · Saltzhalen · Sans Souci · Saphir · Sarah · Sardam · Schaapstede · Schoonoord · Sinabo en Gelre · Sint Barbara · Sint Eustatius · Slootwijk · Sorgvliet · Spieringshoek · Standvastigheid · Suidwijn · Suzanna's Daal · Toevlugt (Surinamerivier) · Tout Lui Faut · Toledo · Totness · Tyronne · 't Vertrouwen · Victoria · Vierkinderen · Visserszorg · Voorburg · Voorzorg (Saramacca) · Vossenburg · Vredenburg · Vriendsbeleid en Ouderzorg · Vreeland · Waltonhall · Waldijk · Waterloo · Wederzorg · Welbedacht · Welgelegen (Commewijne) · Welgelegen (Coronie) · Welgevallen · Weltevreden · Wolffs Capoerica · Wolfenbüttel · 't Ylant · Zoelen · Zorg en Hoop (hout) · Zorg en Hoop (indigo) · Zorg en Hoop (katoen) · Zorg en Hoop (suiker)